# Istedgade

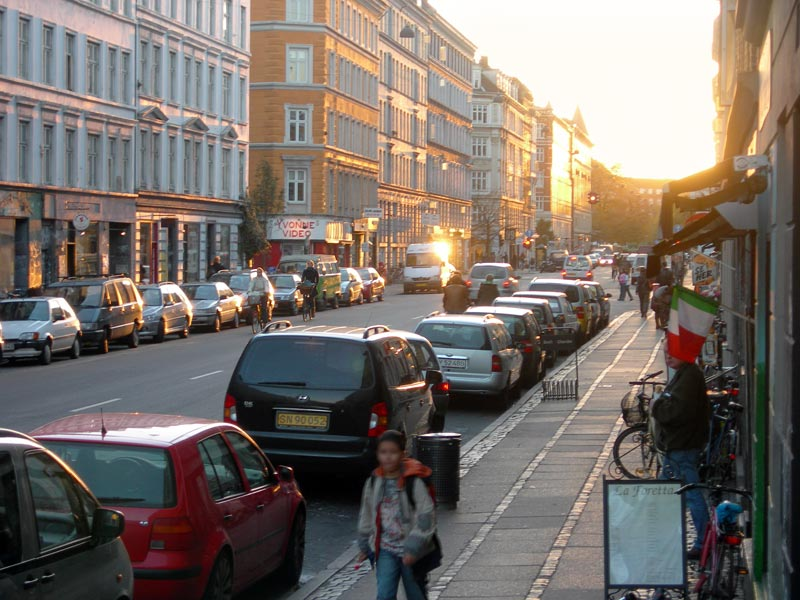
Istedgade in Blickrichtung Enghave Plads, von der Nummer 98 aus gesehen

Die Istedgade (deutsch: „Idstedtstraße“) ist eine 1,1 Kilometer lange Straße im Kopenhagener Stadtteil Vesterbro, die hinter dem Hauptbahnhof beginnt und bis zum Enghave Plads und Enghaveparken verläuft.
Wegen ihres Vergnügungs- und Rotlichtviertels gilt die Istedgade als eine der bekanntesten Straßen Dänemarks und wegen ihres ausgeprägten Nachtlebens als einer der belebtesten Orte der dänischen Hauptstadt. Es bestehen zwei Streckenabschnitte mit recht unterschiedlichem Charakter: der nordöstliche Abschnitt zwischen dem Hauptbahnhof und dem Gasværksvej ist einschließlich seiner Seitenstraßen von Hotels, Sexshops und Prostitution geprägt. Zudem halten sich hier viele Drogensüchtige, Alkoholiker und Obdachlose auf. Der südwestliche Abschnitt wiederum, der vom Gasværksvej bis zum Enghave Plads verläuft, ist mit seinen zahlreichen Geschäften, Restaurants und Cafés ein Vergnügungsviertel mit multikulturellem Charakter.

## Straßenname

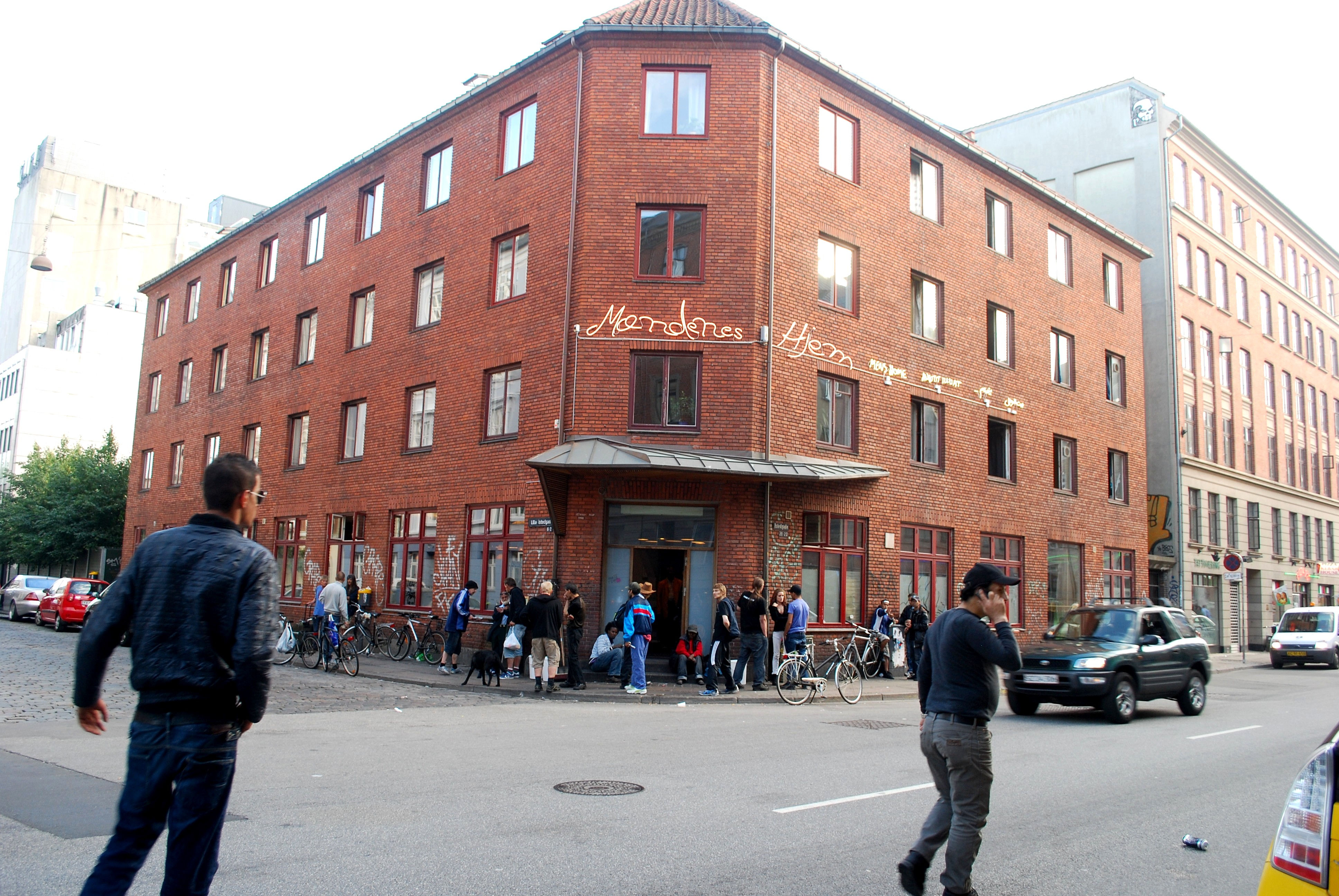
Männerheim (Mændenes Hjem)

Der Name Istedgade führt auf die siegreiche Schlacht der dänischen Truppen in Idstedt während des schleswig-holsteinischen Krieges von 1848 bis 1851 zurück. Daneben finden sich einige andere Bezeichnungen. So sind Gaden („die Straße“) und Strassen Ausdrücke, die oft von Taxifahrern benutzt werden. Luderstrassen („die Nuttenstrasse“) nimmt Bezug auf das bunte Nachtleben, während sich Rabalderstræde (etwa: „Krach“- oder „Lärmstrasse“) auf die Vielfältigkeit der Istedgade bezieht, die das moderne Stadtleben dort bietet. Mit dem Ausdruck Skarpe Hjørne („scharfe Ecke“) ist die Straßenecke zur Abel Cathrinesgade in Höhe der Istedgade Nr. 15 gemeint, wo vor allem in den 1970er- und 1980er-Jahren Drogenhandel betrieben wurde.

## Geschichte

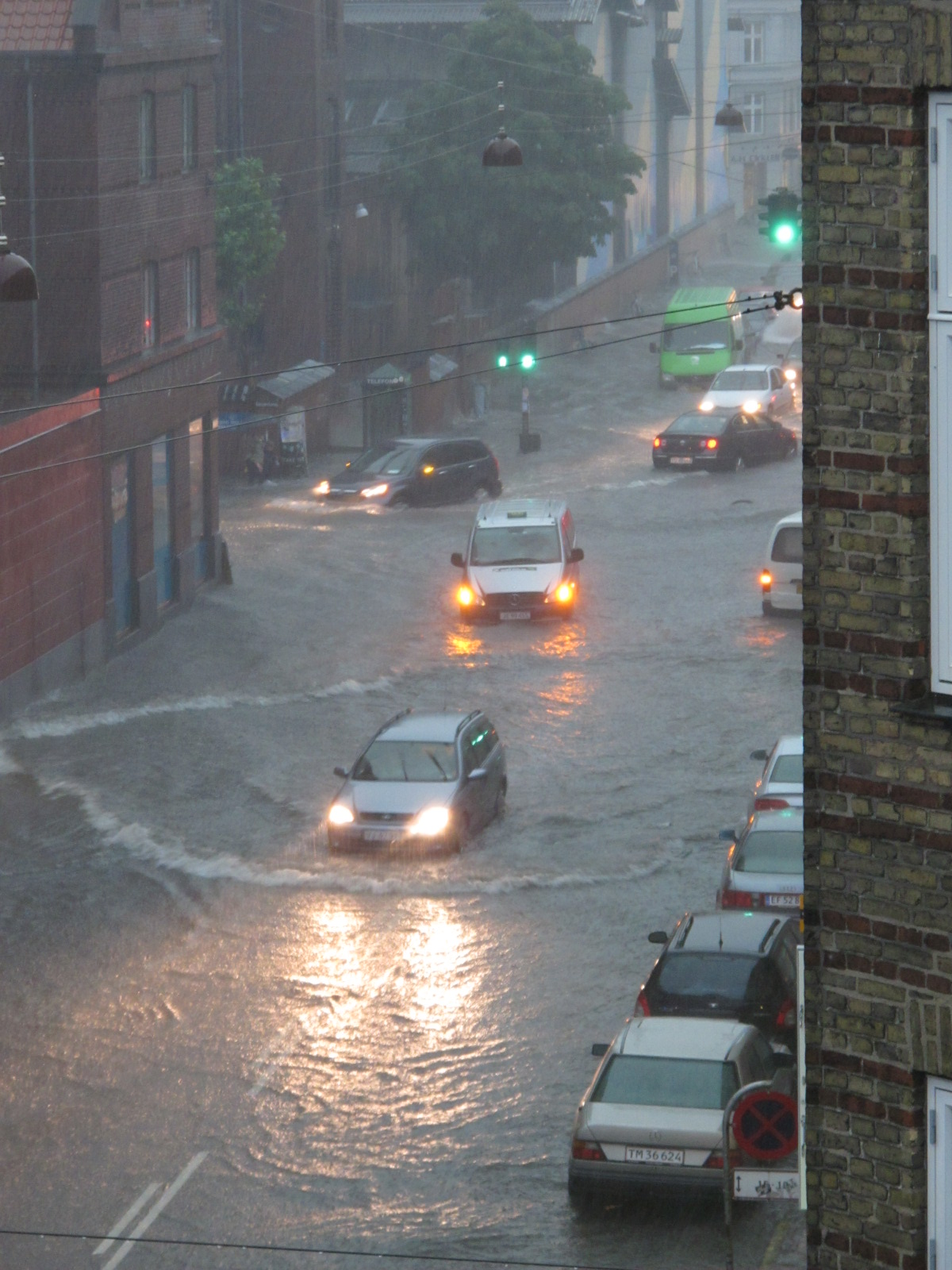
Überschwemmte Straße nach Wolkenbruch am 2. Juli 2011

### Entwicklung zur Einkaufsstraße, zum Arbeitergebiet und zur Milieumeile
Die Straße wurde 1859 als Istedgade offiziell eingeweiht und in der zweiten Hälfte des 19. Jahrhunderts nach und nach ausgebaut. Wegen ihres zentralen Verlaufs durch Vesterbro entwickelte sie sich zur Einkaufsstraße für Tausende von Arbeiterfamilien aus den umliegenden Mietskasernen. Das Gebiet war Hochburg der dänischen Sozialdemokraten und einer der Orte, wo die dänischen Kommunisten am stärksten vertreten waren und oftmals Aufstände der Arbeiterklasse stattfanden.
Mit dem Bau des Kopenhagener Hauptbahnhofs 1911 entstand Bedarf für Hotels, Herbergen und Pensionen, die sich rasch im zentrumsnahen Abschnitt der Straße ansiedelten. Das Bahnhofsmilieu schuf wie in vielen Großstädten neben Kriminalität auch Straßenprostitution, die sich zwischenzeitlich in Nachtclubs und andere Teile Vesterbros verlagerte.

### Widerstand unter deutscher Besatzung
Während des Zweiten Weltkriegs widersetzten sich die Bewohner der Straße den deutschen Besatzern, indem sie von der DKP fabrizierte Flugblätter aus Fenstern der oberen Etagen warfen. Darin höhnte man während der großen landesweiten Streiks im Sommer 1944 über die Deutschen mit dem Text: „Rom og Paris kan I ta' – men Stalingrad og Istedgade overgiver sig aldrig“. („Rom und Paris könnt ihr nehmen – aber Stalingrad und Istedgade ergeben sich nie.“) Die Parole „Istedgade overgiver sig aldrig“ („Istedgade ergibt sich nie“) ging in die Geschichte Dänemarks ein und wurde zu einem Kennzeichen für die Straße. Er wird noch heute bei jeder Art von Aufruhr benutzt, ohne sich auf dessen historischen Hintergrund zu beziehen. Als der dänische König Christian X. damals von der Aktion hörte, beschloss er nach der Besatzungszeit, eine Teilstrecke seiner umjubelten Fahrt durch die Stadt anlässlich seines Geburtstags erstmals in die Istedgade zu verlegen.

### Einwanderung, Pornografie und Gentrifizierung
Trotz Verarmung der „Brückenviertel“ (Brokvarterer) in den 1960er- und 1970er-Jahren blieb das Geschäftsleben erhalten, weil die Straße saniert und frühzeitig Einwanderer angesiedelt wurden. Einer der Immigranten war der dänische Politiker Naser Khader, der 1974 aus Syrien mit seiner Mutter und seinen Geschwistern zum Vater in die Istedgade 7 zog.
Als in Dänemark die bürgerliche Regierung 1969 als erstes Land weltweit die Pornografie freigab, siedelten sich viele Sexshops an und die Straße entwickelte sich zu einem Zentrum des Sexvertriebs. Zudem kamen in den 1970er-Jahren immer mehr Drogenabhängige ins Viertel; am deutlichsten zeigte sich das Drogenmilieu in Höhe der Mariakirken.
Im Laufe der letzten Jahre führte der Zuzug junger und einkommensstärkerer Bewohnerschaften und die gezielte Aufwertung des Wohnumfeldes durch Restaurierungsarbeiten zur zunehmenden Gentrifizierung der Straße. Die Geschichte der Straße als Arbeitergebiet steht damit im Kontrast zu Luxusappartements und modernem Stadtleben.

## Besondere Gebäude und Einrichtungen

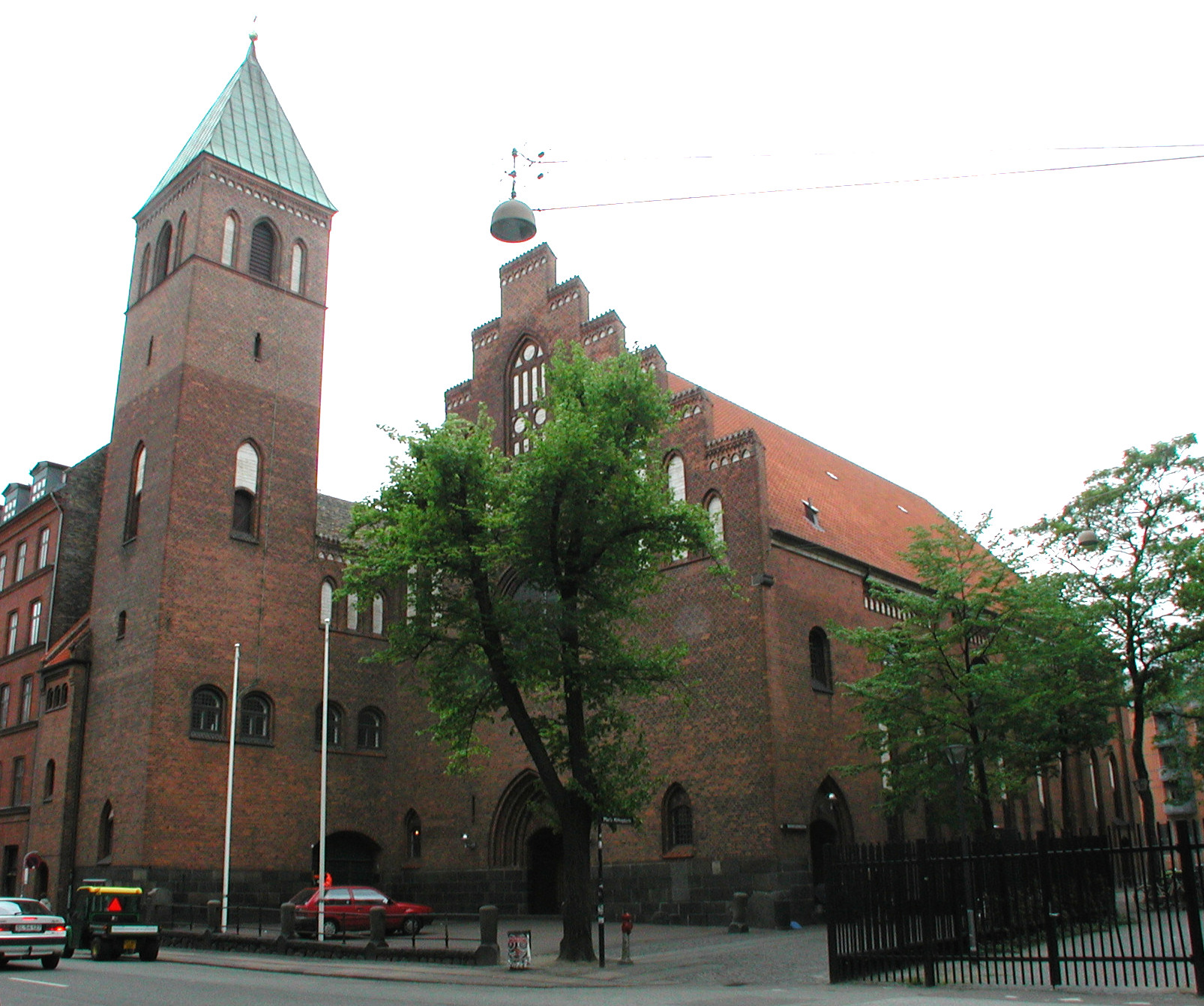
Mariakirken

- Das Kooperationens Hus („Haus der Kooperation“) an der Ecke Reventlowsgade nah am Hauptbahnhof beherbergt die lokale TV-Station Kanal København.
- Die von dem Architekten Andreas Clemmensen entworfene Mariakirken („Maria-Kirche“) wurde 1909 eingeweiht und sticht durch ihren neugotischen Stil hervor. Die Kirche ist vor allem für den Mariatjenesten („Mariadienst“) des Kirkens Korshær („Kreuzarmee der Kirche“) der dänischen Volkskirche bekannt, dessen Hilfe sich an Drogenabhängige und Prostituierte richtet.
- An der Ecke Skydebanegade befindet sich eine fünf Stockwerke hohe Backsteinmauer im gotischen Stil aus dem Jahr 1887, die die Istedgade vor wild umher fliegenden Kugeln der „königlichen Schießbahn“ (Den Kongelig Skydebane) schützen sollte.
- Das Männerheim (Mændenes Hjem) bietet Obdachlosen eine Unterkunft.

## Istedgade in der Kulturwelt

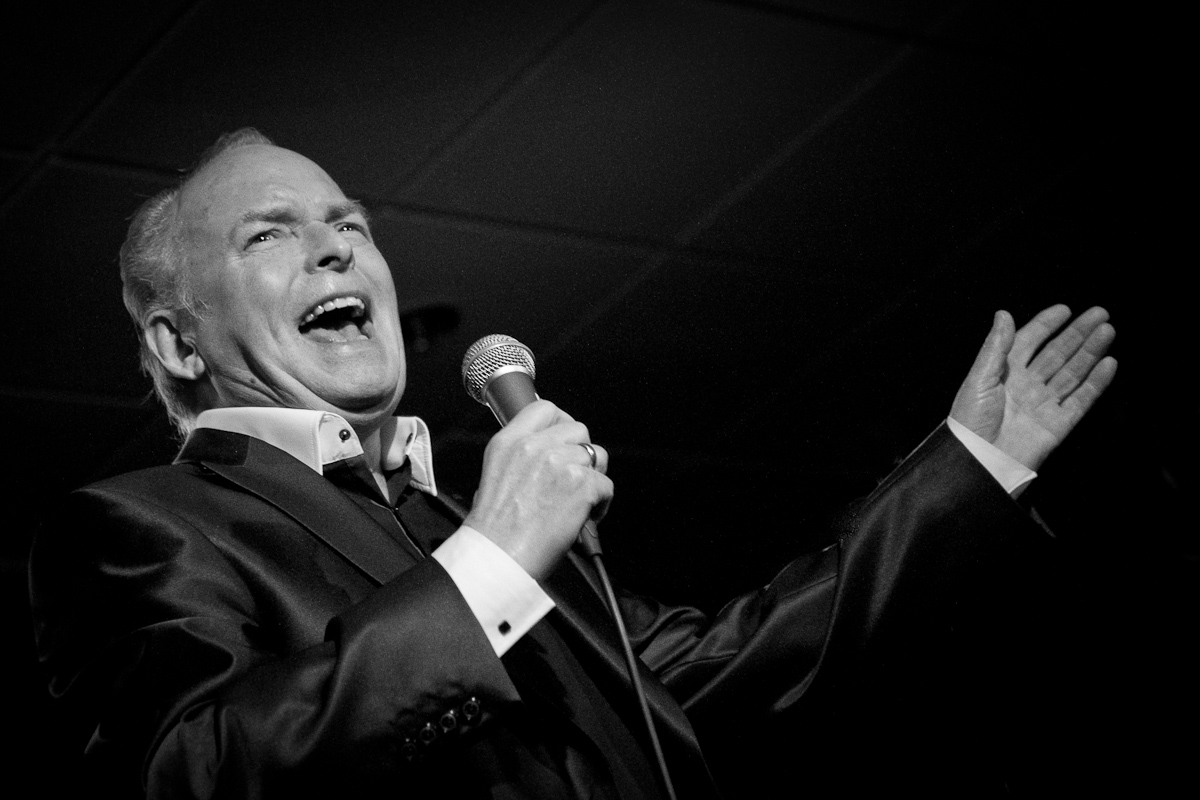
Der dänische Sänger und Schauspieler Peter Belli (* 1943) während eines Auftritts in Vanløse im Februar 2011

Der dänische Sänger und Schauspieler Peter Belli (* 1943) hatte 1978 einen großen Hit mit der dänischen Interpretation des Liedes Copacabana (At the Copa) von Barry Manilow. Die dänische Ausgabe des Disko-Klassikers lief unter dem Titel Istedgade, und die Handlung des Liedtextes spielt sich in dieser Straße ab. Der Refrain lautet unter anderem: „Istedgade, i Istedgade er der altid en hel del ballade...“ (etwa: „Istedgade, in der Istedgade ist immer etwas los...“). Das Lied wurde zu einem Klassiker der dänischen Popularmusik.